# اتحادیه حسن پور
اتحادیه حسن پور (به لاتین: Hasanpur Union) یک منطقهٔ مسکونی در بنگلادش است که در Keshabpur Upazila واقع شده‌است.
 اتحادیه حسن پور  ۲۱٬۳۲۱ نفر جمعیت دارد.